# Theodor Saevecke
Theodor Emil Saevecke (Amburgo, 22 marzo 1911 – Amburgo, 16 dicembre 2000) è stato un ufficiale tedesco delle SS durante la seconda guerra mondiale.
Come tale, ebbe il comando della SIPO-SD (Polizia e Servizio di Sicurezza) in Lombardia durante l'occupazione tedesca. Nel dopoguerra, collaborò con la CIA e rivestì un ruolo importante nell'ufficio federale della polizia criminale della Repubblica Federale Tedesca.
Non ha mai subito alcun processo in patria. Nel 1999 è stato condannato all'ergastolo dal Tribunale militare di Torino per aver ordinato, nell'agosto del 1944, la fucilazione di 15 partigiani e antifascisti a Milano, in Piazzale Loreto, fatto che gli procurò il soprannome di Boia di Piazzale Loreto.

## Gli esordi in Italia
A partire dal 1º luglio 1943 Saevecke assunse il comando della sezione della Polizia tedesca e del SD, il servizio segreto delle SS (Befehlshaber der Sicherheitspolizei und des SD, BdS) di Verona. Poco dopo l'armistizio tra Italia e Alleati, il 13 settembre 1943 fu nominato a capo del comando BdS di Milano, divenendo in tal modo il capo locale della Gestapo. Svolgendo tale incarico, Saevecke supervisionò personalmente l'arresto di numerosi partigiani e fu responsabile della deportazione di almeno 700 ebrei verso i campi di sterminio.

## Saevecke e la Banda Koch
Responsabile della strage di Piazzale Loreto, della strage di Corbetta, e di molte torture inflitte ai prigionieri detenuti sia all'Albergo Regina & Metropoli che al carcere di San Vittore, Saevecke collaborava anche con Pietro Koch (condannato a morte e fucilato a Roma il 5 giugno 1945), concorrendo anche alla creazione di una "squadra speciale" con base in una villetta di via Paolo Uccello (quartiere San Siro), ribattezzata immediatamente "Villa Triste" per via del ricorso sistematico alla tortura da parte degli uomini di Saevecke e Koch nei confronti degli antifascisti che cadevano nelle loro mani.

## Il processo a Saevecke
Soltanto negli anni novanta Saevecke venne processato in contumacia in Italia, dal Tribunale Militare di Torino che lo riconobbe colpevole di "Violenza con omicidio in danno di cittadini italiani" emettendo nei suoi confronti la condanna all'ergastolo il 9 giugno 1999. Il governo federale tedesco respinse la richiesta di estradizione e Saevecke rimase libero sino alla sua morte.

### Le indagini della commissione parlamentare
Il processo è stato possibile solo grazie al ritrovamento di documenti occultati per decenni in Italia, avvenuto a seguito delle indagini condotte dal Procuratore militare Antonino Intelisano durante il processo al criminale nazista Erich Priebke; nel 1994 a Palazzo Cesi, sede della Procura Generale Militare della Repubblica presso la Corte Suprema di Cassazione, fu ritrovato il cosiddetto "armadio della vergogna", nel quale erano occultati sin dall'immediato dopoguerra numerosi fascicoli relativi alle stragi nazifasciste commesse in Italia durante la II guerra mondiale ed ai quali non era mai stato dato seguito.
I fascicoli, conservati in voluminosi faldoni, erano relativi a centinaia di crimini che, complessivamente, causarono molte migliaia di vittime innocenti tra la popolazione civile.
Tra questi fascicoli erano compresi anche quelli che riguardavano le stragi commesse per ordine di Saevecke, tra le quali l'eccidio consumato in Piazzale Loreto.
Il ritrovamento dei faldoni - oltre a rendere possibile l'istruzione dell'indagine e del processo contro il responsabile della strage milanese e di altri procedimenti contro criminali di guerra - suscitò vivo scandalo e fu alla base dell'istituzione della Commissione parlamentare di inchiesta sulle cause dell'occultamento di fascicoli relativi a crimini nazifascisti istituita durante la XIV legislatura (2003/2006).
La commissione ha preso in esame i fascicoli già rinvenuti a Palazzo Cesi - in totale 695 - scoprendo accanto ad essi l'esistenza di altri 273, dei quali, 202 relativi a stragi commesse in Italia da fascisti e 71 da nazisti.
La commissione, oltre che in Italia (scoprendo ad esempio presso il comando dei Carabinieri in Emilia-Romagna segnalazioni di crimini nazifascisti raccolte alla fine della guerra in aggiunta a quelli relazionati negli archivi occultati a Roma) ha indagato anche all'estero, soprattutto negli Stati Uniti d'America, ove sono stati visitati il Museo dell’Olocausto, gli archivi ONU, i National Security Archives della George Washington University e i curatori della National Archives and Records Administration. Grazie al Freedom of Information Act è stato possibile consultare documenti declassificati dal Dipartimento di Stato, dall'Office of Strategic Services (OSS) e dalla CIA.

### Saevecke, agente Cabanio nei servizi USA
Saevecke fu reclutato verso la fine degli anni quaranta e gli fu attribuito il nome in codice Cabanio. Probabilmente fu dovuto a tale passaggio nei servizi statunitensi che le indagini relative al suo caso, istruite già alla fine della guerra dallo Special Investigation Branch che si occupava dei criminali di guerra nazifascisti, furono accantonate, malgrado le foto degli eccidi e le oltre 40 testimonianze a suo  carico raccolte, inclusa la piena confessione, resa dallo stesso Saevecke ai militari americani d'occupazione, relativamente alla Strage di Piazzale Loreto e alla fucilazione per rappresaglia di altri otto civili innocenti a Corbetta (Milano) nell'estate del 1944. Finì così nell'«armadio della vergogna» anche il fascicolo che riguardava la strage del 10 agosto 1944, contrassegnato dal numero 2167, riguardante 13 tedeschi e 4 italiani. Tra i tedeschi incriminati il colonnello Walter Rauff (comandante delle SS nella regione Italia Nord-Ovest), il generale Willy von Tensfeld e il capo della piazzaforte di Milano generale von Goldbeck.
Saevecke fu introdotto nei ranghi della polizia della Germania occidentale e vi fece carriera indisturbato, giungendo a ricoprire il grado di vicedirettore dei servizi di sicurezza del Ministero degli Interni. La notte del 27 ottobre 1962 organizzò ed eseguì un'irruzione illegale e intimidatoria ai danni delle redazioni del settimanale Der Spiegel a Bonn e ad Amburgo. Ne seguì invece una violenta campagna stampa contro Saevecke, che condusse alla formulazione di accuse circa la sua partecipazione ai crimini di guerra in Tunisia e in Italia.
Allarmate, le autorità tedesche chiesero alle omologhe italiane notizie sull'attività di Saevecke durante la guerra.
Dalle indagini condotte dal giudice milanese Guido Salvini, in qualità di consulente della commissione parlamentare, è emerso che nel 1963, a seguito della richiesta tedesca - la Procura Generale Militare e il Gabinetto del Ministero della Difesa si scambiarono il fascicolo per lungo tempo senza mai trasmetterlo a Bonn e archiviandolo il 20 maggio 1963. In tal modo Saevecke proseguì indisturbato o quasi la sua carriera nella polizia tedesca sino alla pensione.